# Beaulieusart
Beaulieusart est un hameau belge de la ville et commune de Fontaine-l'Évêque située dans la province de Hainaut.
Avant la fusion des communes de 1977, Beaulieusart faisait déjà partie de la commune de Fontaine-l'Évêque.

## Situation
Ce hameau se situe à l'ouest de la ville de Fontaine-l'Évêque entre trois importants axes routiers : les routes nationales 54, 59 et 90. Il est bordé au sud par le ruisseau de Beaulieusart devançant trois terrils.

## Description
Beaulieusart se compose de trois rues principales : la rue Candie, la rue Saint-Christophe et la rue de Beaulieusart qui compte la chapelle Saint-Vaast, de style contemporain, l'école libre de Beaulieusart (au no 212) et une ancienne croix sur socle de pierre placée entre deux marronniers.

## Source et lien externe
- site de la commune de Fontaine-l'Évêque